# Формілювання
Формілювання (англ. formylation, рос. формилирование) — заміщення атома Н на формільну групу -CHO у зв'язках C–H, N–H, O–H.
Формілювання здійснюється у реакціях Вільсмайєра, Гаттермана, Раймера—Тімана, Гаттермана—Коха), а також шляхом інсерції оксиду вуглецю в зв'язки С–H, N–H. 